# غوان أرضي
غوان أرضي (الاسم العلمي:Chamaepetes) هو جنس من الطيور يتبع فصيلة القرازية من رتبة الدجاجيات.

## أنواع الغوان الأرضي
- غوان أسود (الاسم العلمي:Chamaepetes unicolor)
- غوان منجلي الأجنحة (الاسم العلمي:Chamaepetes goudotii)